# 堪萨斯大学
堪萨斯大学（英語：University of Kansas）是一所美国堪萨斯州的公立研究型大学，和堪萨斯州立大学是州內仅有的兩所研究型大學，是美国大学协会成员，属于堪萨斯大学董事会。

## 历史
主校区位于堪萨斯州劳伦斯，另外还有堪萨斯城和欧弗兰帕克两处校区。堪萨斯大学由劳伦斯市民在1865年依据堪萨斯州立法机构的章程发起创建。 当时的前州长Charles L. Robinson夫妇捐赠了40英亩的土地作为最初的校址。
劳伦斯和欧弗兰帕克校区的学生总数为26342，位于堪萨斯市的KU医学中心学生人数为2918，三个校区总计的学生数为29260人。劳伦斯和KU医学中心的教师总数为2201人。